# F-86 Sabre
North American F-86 Sabre (Норт Америкън F-86 Сейбър) е изтребител от първата следвоенна генерация самолети с реактивен двигател. Разработен е от американската самолетостроителна фирма Норт Американ и след първия полет на 1 октомври 1947 е приет на въоръжение в USAF от началото на 1949 година. Произвеждан е в големи производствени серии и е приет на въоръжение в много държави. Участва в Корейската война през 1950 – 1953 година и със съветския МиГ-15 водят първите въздушни сражения на самолети с реактивни двигатели.

## Конструкция
След първите серийни немски самолети на Месершмит модели 262 и 163 със стреловидно крило, F-86 е първият американски самолет със стреловидно крило приет на въоръжение в USAF на САЩ. Самолетът е произвеждан във варианти едноместен изтребител и двуместен – (TF-86) за обучение и тренировки. Представлява целометалически, едномоторен моноплан нископлощник с трапецовидно крило при ъгъл на стреловидност 35 градуса. Фюзелажът е тип полумонокок с овално напречно сечение и въздухозаборник отпред. За тялото и крилата е използван алуминиев материал. Двигателят е разположен в тялото на самолета. В зоната на соплото на двигателя отдолу хоризонталното оперение е покрито с неръждаема стомана.

## Бойна употреба и тактика
В Корейската война първите противници на съветските, китайските и корейските изтребители МиГ-15 са F-80 и F-84. МиГ-15 ги превъзхожда по скорост, скороподемност, маневреност и въоръжение. На тази въздушна хегемония се противопоставя F-86. С въвеждането му, въздушните сили на САЩ надеждно защитават бомбардировъчната си авиация. Според мемоари на съветски пилоти участници във въздушните боеве, самолетите МиГ-15 и F-86 са толкова равностойни, че успешна е само изненадващата първа атака. След нея по-лекия МиГ с по-добра вертикална маневреност се устремява нагоре, а F-86 с по-добра хоризонтална маневреност се устремява надолу, където води лесно въздушни боеве на малки височини.
По американска оценка са унищожени 379 МиГ-15. Съгласно публикувани данни на ВВС на СССР, Китай и Северна Корея в Корейската война са свалени общо 1377 самолета на ООН, при загуба на 566 свои бойни машини..

## Галерия
- F-86 Sabre
- TF-86 двуместен за обучение
- F-86
- RF-86
- Компановка на F-86H – музеен експонат